# Ophiomastus meridionalis
Ophiomastus meridionalis är en ormstjärneart som först beskrevs av George Richard Lyman 1879.  Ophiomastus meridionalis ingår i släktet Ophiomastus och familjen fransormstjärnor. Inga underarter finns listade i Catalogue of Life.